# Ola Nilsson i Rebbelberga
Ola Nilsson (i riksdagen kallad Nilsson i Rebbelberga), född 7 december 1815 i Kattarps församling, Malmöhus län, död 31 augusti 1891 i Rebbelberga församling, Kristianstads län, var en svensk hemmansägare och riksdagsman.
Nilsson var hemmansägare i Rebbelberga i Kristianstads län. Han var ledamot av riksdagens andra kammare.